# Hits (album de Joni Mitchell)
Pour les articles homonymes, voir Hits.
Albums de Joni Mitchell
Turbulent Indigo
(1994) Misses
(1996)
Hits est une compilation de Joni Mitchell, sortie le 29 octobre 1996.
L'album s'est classé 161e au Billboard 200 a été certifié disque d'or au Royaume-Uni.

## Liste des titres
| No  | Titre                         | Album original                              | Durée |
| --- | ----------------------------- | ------------------------------------------- | ----- |
| 1.  | Urge for Going                | Face B du single You Turn Me on I'm a Radio | 5:05  |
| 2.  | Chelsea Morning               | Clouds                                      | 2:31  |
| 3.  | Big Yellow Taxi               | Single                                      | 2:14  |
| 4.  | Woodstock                     | Ladies of the Canyon                        | 5:27  |
| 5.  | The Circle Game               | Ladies of the Canyon                        | 4:51  |
| 6.  | Carey                         | Blue                                        | 3:02  |
| 7.  | California                    | Blue                                        | 3:50  |
| 8.  | You Turn Me On, I'm a Radio   | For the Roses                               | 2:39  |
| 9.  | Raised on Robbery             | Court and Spark                             | 3:05  |
| 10. | Help Me                       | Court and Spark                             | 3:22  |
| 11. | Free Man in Paris             | Court and Spark                             | 3:02  |
| 12. | River                         | Blue                                        | 4:04  |
| 13. | Chinese Café/Unchained Melody | Wild Things Run Fast                        | 5:18  |
| 14. | Come in from the Cold         | Night Ride Home                             | 7:30  |
| 15. | Both Sides, Now               | Clouds                                      | 4:34  |